# Plataforma multilateral
As Plataformas multilaterais ou Mercados Multilaterais (do original Multi-sided Platform (MSP) ou Multi-sided Market em economia) são plataformas econômicas intermediárias entre dois (ou mais) grupos distintos que fornecem uns aos outros benefícios da conexão em rede. A plataforma cria valor, principalmente, ao permitir as interações diretas entre os distintos tipos de clientes afiliados a esses grupos.
Apesar de sofrerem grande popularização nas últimas décadas, devido aos avanços tecnológicos, o conceito de Plataformas Multilaterais data desde as primeiras feiras livres e mercados de praça e a mesma pode ser encontrada em diversas indústrias, compartilhando espaço com oferta de serviços e produtos tradicionais.
Os benefícios para cada grupo baseiam-se na economia de escala de cada demanda. Os consumidores, por exemplo, preferem cartões de crédito mais aceitos pelos comerciantes, enquanto os comerciantes preferem cartões mais populares dentre os consumidores. Mercados multilaterais são particularmente úteis para analisar o problema do ovo e da galinha em batalhas de padrões, como a competição entre o VHS e o Beta. Eles também são úteis para explicar muitas estratégias de gratuidade ou "freemium", em que um grupo de usuários obtém uso gratuito da plataforma para atrair outros grupos de usuários.
Exemplos de Plataformas Multilaterais seriam as operadoras de cartão de crédito que conectam os comerciantes com os usuários de cartão de crédito e os Sistemas operacionais de computador conectam os fabricantes de hardware com desenvolvedores de software e usuários de computador.

## Características Estruturais
Uma plataforma multilateral geralmente possui dois grupos de usuários distintos. Os membros de pelo menos um grupo exibem uma preferência em relação ao número de usuários no outro grupo; estes são chamados de efeitos de rede de dois lados da rede Os membros de cada grupo também podem ter preferências em relação ao número de usuários em seu próprio grupo; estes são chamados de efeitos de rede do mesmo lado. Os efeitos de rede entre os lados geralmente são positivos, mas podem ser negativos (como nas reações do consumidor à propaganda). Os efeitos de rede no mesmo lado podem ser positivos (por exemplo, o benefício de trocar videogames com mais pares) ou negativos (por exemplo, o desejo de excluir rivais diretos de um mercado on-line business-to-business).
Por exemplo, em mercados como o eBay ou o Taobao, compradores e vendedores são os dois grupos. Os compradores preferem um grande número de vendedores e, enquanto isso, os vendedores preferem um grande número de compradores, de modo que os membros de um grupo possam encontrar facilmente seus parceiros comerciais do outro grupo. Portanto, o efeito de rede entre os lados é positivo. Por outro lado, um grande número de vendedores significa uma forte concorrência entre os vendedores. Portanto, o efeito de rede no mesmo lado é negativo. 
Nem os efeitos de rede entre os lados nem os efeitos de rede no mesmo lado são suficientes para que uma organização seja um MSP. Examinando os supermercados tradicionais, fica claro que os compradores preferem maior número de fornecedores e maior variedade de mercadorias, enquanto os fornecedores valorizam maior número de compradores. No entanto, um supermercado não se qualifica como um MSP porque não permite o contato direto entre compradores e fornecedores. Por outro lado, tais efeitos de rede não são necessários para uma empresa ser vista como um MSP. Um exemplo é a situação em que os organizadores de eventos de nicho implementam um serviço de bilhetagem gerenciado por um pequeno provedor de bilhetes on-line em seus sites. Os consumidores se afiliam ao provedor de ingressos on-line somente quando acessam o site para comprar o ingresso. No entanto, os efeitos de rede entre os lados e os efeitos de rede no mesmo lado são comuns em MSPs. 
Em plataformas multilaterais, os usuários de cada lado normalmente exigem funcionalidades muito diferentes de sua plataforma comum. Em redes de cartão de crédito, por exemplo, os consumidores exigem uma conta única, um cartão plástico, acesso ao serviço telefônico, uma fatura mensal, etc. Os comerciantes exigem terminais para autorizar transações, procedimentos para enviar cobranças e receber pagamento, "sinalização" (decalques que mostram que o cartão é aceito), etc. Dados esses requisitos diferentes, os provedores de plataforma podem se especializar em atender usuários em apenas um lado de uma rede de dois lados. Uma característica fundamental dos mercados bilaterais são as novas estratégias de preços e modelos de negócios que eles empregam. Para atrair um grupo de usuários, o patrocinador da rede pode subsidiar o outro grupo de usuários. Historicamente, por exemplo, o formato de documento portátil da Adobe (PDF) não foi bem-sucedido até que a Adobe precificou o leitor de PDF em zero, aumentando substancialmente as vendas de escritores de PDF.
No mercado de sistemas operacionais para computadores domésticos, criado no início dos anos 80 com a introdução do Macintosh e do IBM PC, a Microsoft decidiu descontar o kit de ferramentas de desenvolvimento de software (SDKs) para seu sistema operacional, em relação aos preços da Apple na época, diminuindo aa barreira de entrada no mercado de computadores domésticos para empresas de software. Isso resultou em um grande aumento no número de aplicativos sendo desenvolvidos para computadores domésticos tendo Microsoft Windows / IBM PC  como a combinação de sistema operacional / tipo de computador, sendo escolha para empresas de software e usuários de software.

## Competição
Por causa dos efeitos de rede plataformas bem sucedidas recebem aumento no retorno em escala. Usuários estão dispostos a pagar mais para ter acesso a um network maior e com isso as margens da plataforma melhoram conforme a base de usuários aumenta. Isso faz com que plataformas de rede sejam diferentes da maioria dos negócios de bens e serviços tradicionais, uma vez que, tradicionalmente, crescimento que vai além de um certo ponto implica na diminuição de retorno: encontrar novos clientes fica mais difícil já que menos pessoas, ao invés de mais, consideram a proposição da firma atraente.
Com a promessa de um aumento nos retornos a competição em mercados multilaterais pode ser feroz. Plataformas líderes conseguem alavancar suas margens mais altas para investir mais em pesquisa e desenvolvimento ou diminuir os seus preços, expulsando do mercado as rivais mais fracas. Como resultado o mercado de rede multilaterais maduro é comumente dominado por uma minoria de plataformas maiores, como é o caso da indústria de cartões de crédito. Em situações extremas, como por exemplo sistemas operacionais de PC, uma única companhia emerge vitoriosa, tomando o mercado quase completamente.

## Desafios

### Quantos lados trabalhar
A primeira pergunta básica que os executivos de qualquer MSP devem se perguntar é o seguinte: Quantos lados devemos trazer a bordo de nossa plataforma? Em alguns casos, a resposta é óbvia e limitada pela escolha de indústria, por exemplo, o eBay não teve que pensar muito antes de identificar compradores e vendedores como seus lados relevantes. Algumas vezes, no entanto, a escolha de quantos lados e quais lados atrair é um grande desafio.
Os exemplos seguintes ilustram alguns dos prós e contras de atrair mais ou menos lados:
- LinkedIn, líder de serviços de networking profissional no mundo, atualmente dirige uma plataforma de três lados que conecta os usuários individuais (profissionais), recrutadores e anunciantes. A empresa obtém receitas significativas de todos os três lados; até o final de 2011, 20% da receita veio de assinaturas premium, 30% a partir de soluções de publicidade e 50% a partir de soluções de recrutamento. A empresa está atualmente tentando atrair mais dois lados: usuários corporativos (os departamentos de RH da empresa que iriam criar perfis do LinkedIn para interagir com seus funcionários) e desenvolvedores de aplicativos. O desafio é que alguns usuários individuais (profissionais) podem não aceitar bem a presença de usuários corporativos (seus empregadores) e que as aplicações terão de ser restritas a um contexto mais profissional (em outras palavras, sem jogos no estilo Facebook). Assim, enquanto que a adição de mais dois lados poderiam ajudar LinkedIn crescer, ela também aumenta o risco de conflito entre os vários lados e, assim, nos custos de operação do LinkedIn.

- Na indústria de computadores pessoais, a Microsoft utiliza o Windows como plataforma de três lados, conectando usuários, desenvolvedores de aplicativos de terceiros (como o Adobe e Intuit) e fabricantes de hardware de terceiros (OEMs como Dell, Hewlett-Packard e Toshiba). Em contraste, a Apple sempre ficou presa a um modelo de dois lados - os usuários e desenvolvedores de aplicativos - enquanto produzia seu próprio hardware. A estratégia da Microsoft gerou um ecossistema maior, que superando a Apple e deixando os computadores Macintosh com uma parcela do mercado menor que os computadores baseados em Windows, apesar do design superior do Macintosh.

Olhando para estes exemplos, o trade-off envolvido em escolher se deseja atrair mais ou menos lados se torna aparente. Mais lados potencialmente leva a maiores efeitos de rede cruzada (como no Windows), maior escala e fontes potencialmente diversificadas de receitas (como com LinkedIn). Menos lados leva a um menor custo e complexidade para o crescimento da plataforma. 

### O dilema do ovo e a galinha
A plataforma precisa atrair e servir todos os grupos simultaneamente para agregar valor. E a plataforma só possui valor para um determinado grupo de usuários se os outros grupos possuírem muitos usuários. Um console de vídeo-game só vai atrair compradores se tiver bastante jogos disponíveis para compra. Em contrapartida, os desenvolvedores de jogos só irão desenvolver para determinado console se ele tiver bastante jogadores que já o utilizam. 
Uma forma de resolver este problema é subsidiando um dos segmentos de clientes, para atraí-los, oferecendo planos gratuitos ou reduzidos. Porém, outra dificuldades são adicionadas: Escolher qual lado subsidiar, e qual estratégia correta de subsídio adotar para atrair os clientes.
Superar este problema é o principal desafio para muitas MSPs. 

## Exemplos
Exemplos de plataformas multilaterais: 
- American Express
- Cielo
- eBay
- Facebook
- iPhone
- Mall of America
- Match.com
- Skype
- Sony
- PlayStation
- a revista Vogue
- YouTube